# 多布森鎮區 (阿肯色州波因塞特縣)
多布森鎮區（英語：Dobson Township）是位於美國阿肯色州波因塞特縣的一個行政鎮區。

## 地方資料
多布森鎮區的面積為93.35平方千米，當中陸地面積為93.05平方千米，而水域面積為0.30平方千米。根據2010年美國人口普查的數據，當地共有人口170人，而人口密度為每平方千米1.82人。